# Villa Woodchester
Villa Woodchester también conocida como «la casa del pájaro», es un edificio histórico situado sobre la calle 15 King, con vistas al río Muskoka, en Bracebridge, Ontario.

## Historia
Fue construido en 1882 y era el hogar del fabricante de lana Henry J. Bird. Sus paredes se alternan entre 4,5 y 5 metros de ancho. En 1977, la organización Rotary International tomó varias medidas y buscó preservar la propiedad, comprándola a uno los descendientes de Henry J. Bird. Después de restaurar el edificio, fue entregado a la ciudad de Bracebridge, el 13 de marzo de 1980. El 22 de junio de 1980 fue inaugurado como museo de historia local.
Está protegido por una servidumbre de la agencia Ontario Heritage Trust y está designado como un patrimonio municipal por el Ayuntamiento de Bracebridge.